# Gordon Getty
Pour les articles homonymes, voir Getty.
Gordon Peter Getty (né le 20 décembre 1933) est le quatrième enfant de Jean Paul Getty, un magnat américain du pétrole. Sa mère, Ann Rork, était la troisième femme de son père. À la mort de ce dernier, en 1976, Gordon a pris le contrôle de sa société valant 2 milliards de dollars américains. Selon le Forbes 400, la valeur nette atteignait, en mars 2017, 2,2  milliards de dollars, mettant Gordon au 973e rang des hommes les plus riches de la planète et au 346e rang des hommes les plus riches des États-Unis.

## Biographie
Getty a passé son enfance à San Francisco, en Californie, et a suivi les cours du Collège Saint-Ignace, et il a obtenu un BA en musique au conservatoire de musique de San Francisco (en). Il a épousé Ann Gilbert à Las Vegas, Nevada, le jour de Noël 1964. Un témoin du mariage était William Newsom, ami de longue date de Gordon, et père de Gavin Newsom. 
Il est entré dans l'entreprise pétrolière pour complaire à son père mais a fini par vendre la Getty Oil familiale à Texaco en 1986 pour 10 milliards de dollars américains. On évalue son actif net actuel à 2,2 milliards de dollars, ce qui le met à la 116e place parmi les personnes les plus riches des États-Unis. Getty a aidé à financer le PlumpJack Group, entreprise de Gavin Newsom, qui comprend cinq restaurants, une exploitation vinicole de la Napa Valley, un hôtel et une villégiature de la Squaw Valley, ainsi que deux magasins de vente de vêtements au détail. Gordon Getty a été le principal investisseur dans 10 entreprises de Newsom sur 11. 
Getty est dans son pays un des principaux investisseurs en capital-risque et un des principaux philanthropes. En 2002, il a donné 3 millions de dollars à la Ann et Gordon Getty Foundation, une organisation charitable. Bien que républicain, il est un des principaux collecteurs de fonds pour les candidats du Parti démocrate sur les plans local et national, et il a contribué aux campagnes de Nancy Pelosi, Willie Brown, Gavin Newsom, et John Kerry. 
Parmi toutes ses activités, Getty est un compositeur de musique classique, auteur entre autres de l'opéra Plump Jack, de Joan and the Bells, et d'une série d'œuvres chorales. Souhaitant devenir chanteur d'opéra, Getty a étudié au milieu des années 1970 sous la direction de Louise Caselotti, une mezzo-soprano qui avait été professeur de chant de Maria Callas (1946-47). Lui et sa femme ont subventionné les beaux-arts, en soutenant en particulier les productions de l'Opéra de San Francisco. 
En 2002, Getty a fondé Reflow, une entreprise qui achète temporairement des parts dans des fonds communs de placement

## Vie privée
Gordon Getty a reconnu une relation amoureuse longue de 14 ans avec une femme de Los Angeles, Cynthia Beck, avec qui il a eu trois enfants hors mariage. En 1999, Cynthia Beck l'a poursuivi en justice pour que ses enfants fussent admis à la succession de Getty.